# Nowyj Uojan
Nowyj Uojan – osiedle typu miejskiego w Rosji, w Buriacji. W 2010 roku liczyło 3963 mieszkańców.